# Прежде, чем меня повесят
«Прежде, чем меня повесят» (англ. Before I Hang) — американский фильм ужасов 1940 года с Борисом Карлоффом в главной роли. Фильм был снят режиссером Ником Гринде (под другим известным названием «Волшебник смерти») и выпущен студией Columbia Pictures.

## Сюжет
Гениальный врач по имени Джон Гарт предстает перед судом за то, что помог умереть пациенту. В суде Гарт показывает лекарство от старения которое создал сам, но не успел усовершенствовать его прежде чем боль его друга стала невыносимой. Не смотря на его мольбы о пощаде, судья приговаривает к повешению через три недели.
Пока Гарт ожидает казнь, доктору Гарту разрешают продолжить свои эксперименты благодаря поддержке тюремного надзирателя и другого ученого, который интересуется его исследованиями, доктора Ральфа Ховарда. Используя кровь недавно казненного заключенного, им удается разработать сыворотку, которая обращает замедляет эффекты старения, и они решают испытать ее на докторе Гарте непосредственно перед его казнью. Однако, когда его увозят на виселицу, в тюрьму звонят и сообщают, что приговор доктору Гарту был заменен пожизненным заключением. В то же время воздействие сыворотки на его тело приводит к тому, что доктор Гарт теряет сознание.
Когда доктор Гарт приходит в себя в медицинском отделении тюрьмы, он обнаруживает, что сыворотка обратила некоторые эффекты старения на его теле, в том числе поседение волос, внешний вид его лица и его физическую форму . Воодушевленный, он решает провести еще один тест сыворотки, на этот раз на докторе Ховарде. Однако, когда он готовит доктора Ховарда к инъекции, доктора Гарта одолевает внезапное желание убивать, вызванное присутствием крови казненного убийцы. После того, как он душит доктора Ховарда, в комнату входит блуждающий заключенный, который после борьбы также убит доктором Гартом.
Когда тюремные власти обнаруживают доктора Гарта, который не помнит о совершении убийств, и два тела, они полагают, что блуждающий заключенный убил доктора Ховарда и пытался убить доктора Гарта. В результате Гарт назван героем и полностью помилован . Он возвращается домой, чтобы жить со своей дочерью Мартой, и продолжает свои исследования антивозрастной сыворотки.
Желая проверить это дальше, он противостоит трем своим стареющим друзьям и просит их стать его подопытными. Сначала они отказываются, но один из них, Виктор Сондини, позже меняет свое мнение после того, как доктор Гарт наносит ему визит. Как только он собирается ввести сыворотку, Гарта снова одолевают порывы казненного заключенного, и он душит своего друга. Наконец, начав понимать, что он делает, Гарт навещает одного из своих друзей, Джорджа Уортона, чтобы признаться в своих преступлениях и попросить его стать его последним подопытным, прежде чем он сдастся. Уортон пытается позвать на помощь, но Гарт убивает его, прежде чем он успевает позвать на помощь.
Когда тела начинают накапливаться, а поведение доктора Гарта становится все более непредсказуемым, Марта начинает подозревать, что что-то не так, и противостоит отцу. Гарт умоляет ее уйти, поскольку он продолжает бороться с импульсами убийственной крови, но она отказывается, и он идет на нее. Она теряет сознание, и доктор Гарт убегает. В финальной сцене доктора Гарт, преследует полиция и они приближается к тюрьме, где он когда то находился в заключении. Начальник впускает его, но Гарт сразу же нападает в сторону вооруженного охранника около ворот. Охранник стреляет в него, и когда он умирает, доктор признает, что покончил жизнь самоубийством, чтобы не убить кого-либо еще.

## В ролях
- Борис Карлофф — Dr. John Garth
- Эвелин Кийес — Martha Garth
- Брюс Беннетт — Dr. Paul Ames
- Эдвард Ван Слоун — Dr. Ralph Howard
- Бен Таггарт — Warden Thompson
- Педро Де Кордоба — Victor Sondini
- Райт Крамер — George Wharton
- Bertram Marburgh — Stephen Barclay
- Дон Беддоу — Capt. McGraw
- Роберт Фиске — District Attorney